# Cuobuxi
Cuobuxi (kinesiska: 措不西, 措不西乡) är en socken i Kina. Den ligger i den autonoma regionen Tibet, i den sydvästra delen av landet, omkring 310 kilometer väster om regionhuvudstaden Lhasa.
Genomsnittlig årsnederbörd är 674 millimeter. Den regnigaste månaden är juli, med i genomsnitt 221 mm nederbörd, och den torraste är februari, med 5 mm nederbörd.